# Adriano Malusardi
Adriano Malusardi (Buenos Aires, Argentina, 4 de marzo de 1909-Mar del Plata, 26 de febrero de 1949) fue un automovilista y piloto de preguerra y durante la Segunda Guerra Mundial argentino. Dentro de sus reconocimientos destacados se encuentra el primer lugar en el Gran Premio de Vendimia, Mendoza en 1942. Perdió la vida en un accidente en competencia disputada en Mar del Plata en 1949.